# Hang Co Noong
Hang Co Noong là hang dạng karst trong núi đá vôi ở bản Hua Lon thị trấn Ít Ong huyện Mường La tỉnh Sơn La, Việt Nam .

## Vị trí
Di tích nằm gần đỉnh một ngọn núi đá thuộc bản Hua Lon thị trấn Ít Ong, cách trung tâm huyện lỵ Mường La 5 km về phía tây bắc .
Đường đi đến di tích thuận lợi bằng các phương tiện đường bộ và đường sông. Từ bờ Sông Đà lên tới di tích khoảng 250 m.